# Марш на пленените германци в Москва
Походът на пленените германци в Москва (също „ Парад на победените“, операция „Голям валс“) се състои в понеделник, 17 юли 1944 г. 57 600 германски войници и офицери, пленени от войските на 1-ви , 2-ри и 3-ти белоруски фронтове, маршируват в колони по „Садовое коьцо“ и други улици на столицата.

## Предистория
По време на операция „Багратион“ през лятото на 1944 г. германската група армии „Център“ е разбита. Около 400 000 войници и офицери от Вермахта и Waffen SS са убити или пленени. Тези загуби са много по-големи от при Сталинград. От 47-те генерали на Вермахта, воювали като командири на корпуси и дивизии, 21 са взети в плен. Съюзниците се съмняват в такова грандиозно поражение на фашистките войски в Белоруската ССР. Представя се добра възможност за демонстриране на успехите на СССР във войната, за повдигане на духа на московчани и жителите на други градове. Решено е германските военнопленници, водени от генерали, да се водят по улиците на Москва. Операцията е извършена от НКВД, кръстена е на музикалната комедия „Големият валс“. Това е обявено по радиото сутринта на 17 юли, а също и отпечатано на първа страница на вестник „Правда“.

## Организация и ход на похода
Пленниците са настанени на московския хиподрум, стадион „Динамо“ и на полето за обездка на кавалерийския полк на дивизията „Ф. Е. Дзержински“. Още преди сцената всеки германски затворник е подложен на обстоен медицински преглед. В Москва са откарани само онези, които са здрави и могат да се движат самостоятелно. Пожарникарите носят вода на военнопленниците. Достатъчно, за да утоля жаждата си, но не е достатъчно, за да си измият лицата. Те трябва да се разхождат из столицата на Съветския съюз в този вид – непрани, понякога със същите панталони и без обувки. Но на затворниците се дават подсилени дажби – каша и хляб със свинска мас.
До 11 часа сутринта на 17 юли затворниците са разделени на две групи и построени в съответствие с ранга им от 600 души (20 души по фронта). Преминаването на колоните е ръководено от командващия войските на Московския военен окръг генерал-полковник П. А. Артемиев.
Първата група (42 000 души) изминава за 2 часа и 25 минути по маршрута: Ленинградско шосе, улица Горки (сега Тверская), площад Маяковски, по Садово-Каретная, Садово-Самотечная, Садово-Черногрязная, улица Чкалов, до Курската жп гара, а след това по улиците: Каляевская, Ново-Слободская, 1-ва Мещанская. Като част от групата минават 1227 пленени офицери, включително 19 генерали, които маршируват с оставените им ордени и униформи, шестима полковници и подполковници.
Втората група (15 600 души) върви обратно на часовниковата стрелка по Градинския пръстен за 4 часа и 20 минути, започвайки от площад Маяковски, по улиците Болшая Садовая и Садово-Кудринская, след това по булевардите Новински и Смоленский, площад Зубовская, улиците Кримская и Болшая Калужская до гара Канатчиково на Окружната железница (тогава покрайнините на Москва, сега – района на метрото „Ленински проспект“). 
Части от войските на НКВД участват в ескорта на колоните: дивизия от дивизията на името на Ф. Е. Дзержински, 36-та и 37-а дивизии на ескортните войски.  Колоните са придружени от ездачи с голи саби и обикновени войници на НКВД със заредени пушки. Заловените германци са последвани от машини за поливане, символично измиващи земята от „хитлеристката измет“. „Парадът“ приключва в седем часа вечерта, когато всички затворници са поставени във вагони и изпратени в лагерите на ГУЛАГ. Четирима изостанали от колоната затворници получават медицинска помощ.
Сред затворниците има колона от френски колаборационисти. „Всички те прикрепиха някаква трицветна кокарда към якетата си и когато дойдоха с нас и видяха генерал Пети да стои в задната част на камион с зачервени страни, те започнаха да викат:“ Viv la France, мой генерал! Не бяхме доброволци! Извикаха ни насила. Да живее Франция!“ Ърнест Пети не им показва ни най-малко съчувствие. Напротив, той плюе ядосано и през зъби казва: „Копелета! Който не искаше, той не беше с нас“.
В доклад до Държавния комитет по отбрана на бланка на НКВД на СССР Лаврентий Берия съобщава, че по време на марша има голям брой антинацистки викове от населението: „Смърт на Хитлер!“ и „Смърт на фашизма !“. Като цяло обаче, според свидетели, е имало много малко агресивни атаки. В краят на шествието улиците са символично измити от „фашистката нечистотия“ със специални камиони.
Месец по-късно, в сряда, 16 август 1944 г., подобен марш на пленени германци се провежда в Киев; колона от военнопленници, състояща се от 36 918 души, включително 549 офицери, преминава през града.

## Представяне в изкуството
Документален филм от 1944 г. – Конвой на германски военнопленници през специалната хроника на Москва; оператори: И. Беляков, В. Доброницки, М. Глайдер, Р. Кармен, А. Кричевски, Ф. Короткевич, А. Каиров, Б. Небилицки, М. Оцеп, С. Семенов, Р. Халушаков, М. Цирулников, Б. Айберг; асистент оператор: Г. Монгловская, тонрежисьор: В. Котов. 